# American Doll Posse
Albums de Tori Amos
The Beekeeper
(2005) Abnormally Attracted to Sin
(2009)
Singles
1. Big Wheel
Sortie : 10 avril 2007
2. Bouncing off Clouds
Sortie : 10 avril 2007
3. Almost Rosey
Sortie : 1er novembre 2007

American Doll Posse est le neuvième album de la chanteuse américaine Tori Amos, sorti le 1er mai 2007.

## Liste des titres
| 1.    | Yo George (Isabel)                                 | 1:25 |
| 2.    | Big Wheel (Tori)                                   | 3:15 |
| 3.    | Bouncing off Clouds (Clyde, avec Santa en chœurs)  | 4:06 |
| 4.    | Teenage Hustling (Pip)                             | 4:02 |
| 5.    | Digital Ghost (Tori, avec Clyde en chœurs)         | 3:50 |
| 6.    | You Can Bring Your Dog (Santa)                     | 4:04 |
| 7.    | Mr. Bad Man (Isabel)                               | 3:18 |
| 8.    | Fat Slut (Pip)                                     | 0:41 |
| 9.    | Girl Disappearing (Clyde)                          | 4:00 |
| 10.   | Secret Spell (Santa)                               | 4:04 |
| 11.   | Devils and Gods (Isabel)                           | 0:53 |
| 12.   | Body and Soul (Pip et Santa)                       | 3:56 |
| 13.   | Father's Son (Tori)                                | 3:59 |
| 14.   | Programmable Soda (Santa)                          | 1:25 |
| 15.   | Code Red (Tori, avec Pip en chœurs)                | 5:27 |
| 16.   | Roosterspur Bridge (Clyde)                         | 4:01 |
| 17.   | Beauty of Speed (Clyde)                            | 4:06 |
| 18.   | Almost Rosey (Isabel)                              | 5:26 |
| 19.   | Velvet Revolution (Pip)                            | 1:19 |
| 20.   | Dark Side of the Sun (Isabel, avec Tori en chœurs) | 4:16 |
| 21.   | Posse Bonus (Tori)                                 | 1:45 |
| 22.   | Smokey Joe (Pip)                                   | 4:19 |
| 23.   | Dragon (Santa)                                     | 5:03 |
| 78:42 |                                                    |      |

| 1. | My Posse Can Do (Santa)                        | Édition limitée DVD | 3:37 |
| 2. | Miracle (Clyde and Tori)                       | iTunes digital      | 4:34 |
| 3. | Drive All Night (Santa, with Isabel en chœurs) | Borders digital     | 4:06 |

### Titres Bonus
Posse Bonus, Smokey Joe et Dragon étaient, à l'origine, prévus pour être présentés en tant que pistes bonus sur la version limitée, mais ont été ajoutés à la liste complète de chaque version avant la sortie de l'album.
My Posse Can Do est inclus sur le DVD accompagnant les versions limitées de l'album, tandis que les morceaux Miracle et Drive All Night étaient disponibles exclusivement à travers différents détaillants, respectivement, iTunes et Borders, en tant que téléchargements numériques pour une durée limitée.
En 2010, une partie d'un disque de démonstration de From the Choirgirl Hotel (1998) a filtré en ligne, y compris une piste inédite intitulée Violet's Eyes. Le chœur de Miracle vient directement de cette démo jamais achevée. Les éléments de la chanson sont également utilisés dans Almost Rosey ; Violet est également mentionné dans les paroles de la chanson.